# Tropidurus torquatus

Tropidurus torquatus é um calango da família Tropiduridae, conhecido popularmente por lagarto da lava amazônica. Apresenta registros na Guiana, Suriname, Guiana Francesa, Colômbia, Uruguai, Paraguai e Brasil, em ambientes de Cerrado e Mata Atlântica. No Brasil, é encontrado nos estados da Bahia, Piauí, Ceará, Paraíba, Distrito Federal, Goiás, Mato Grosso, Mato Grosso do Sul, Espírito Santo, Minas Gerais, Rio de Janeiro, São Paulo e Tocantins. 

## Características
É um lagarto médio com escamas imbricadas fortemente, possuindo uma pele impermeável, uma dobra com duas bolsas na lateral do pescoço, e uma cabeça larga e robusta. São animais ectotérmicos, ou seja, capazes adquirir estabilidade da temperatura corpórea por meio da regulação da troca de energia térmica com o ambiente. Lagartos são particularmente bons na termorregulação comportamental. O movimento para trás e para frente entre o sol e a sombra é o mecanismo termorregulador mais usado por eles. Durante o início da manhã ou durante um dia frio, os lagartos costumam permanecer no Sol, enquanto que, no meio de um dia quente, eles se retraem para a sombra e realizam breves aparições. Apresenta dimorfismo sexual, os machos têm corpos e cabeças maiores e corpos mais estreitos do que as fêmeas. Dimorfismo sexual é uma característica generalizada entre lagartos, como em muitos outros grupos de animais. Lagartos machos e fêmeas podem diferir em muitas características, como coloração, forma do corpo e tamanho. 

## Alimentação
Espécies do gênero Tropidurus são consideradas espécies onívoras com estratégias alimentares do tipo senta-e-espera e com uma dieta generalista, ou seja, consomem grande proporção de tipos de presas sem especificidade, alimentando-se de invertebrados, principalmente formigas e coleópteros, pequenos vertebrados, flores e frutos.

## Reprodução
As fêmeas atingem a maturidade sexual por volta de 65 mm SVL (distância entre o focinho e a abertura cloacal), enquanto os machos se tornam sexualmente maduros em 70 mm SVL. Reproduz durante a estação seca até metade da estação chuvosa e número de ovos (de dois a seis) por ninho e época de reprodução variam entre os diferentes biomas brasileiros, conforme observado no Cerrado, Restinga e Pampas (pastagens do sul). A fertilização é interna, o macho insere o órgão copulador, seu hemipênis, na cloaca da fêmea. Possuem um ovo amniótico com 3 membranas, característica dos amniotas. O embrião fica localizado dentro do âmnion protegido pelo líquido amniótico. O alantóide é uma bolsa que cresce até atingir a casca do ovo e, por último, o córion é caracterizado por ser uma membrana fina que envolve os demais anexos embrionários. A membrana do alantóide se desenvolve como uma evaginação da parte posterior do intestino, posteriormente ao saco vitelínico e situa-se no interior do córion. Trata-se de um órgão respiratório e um local de armazenamento de excretas nitrogenados produzidos pelo metabolismo do embrião.